# Psalmpositiv

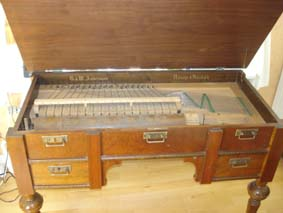
Pianoharpa

Psalmpositiv eller pianoharpa kallas ett instrument konstruerat med en stiftvals liknande den i en speldosa där stiften i valsen påverkar ett antal filtklubbor som slår an tonen på en sträng. Valsen vrids runt med en vev och kan skjutas i sidled för att kunna spela olika melodier. Valsen kan också lätt lossas och bytas ut för en utökad repertoar. Samma teknik som används i ett gatupiano men pianoharpan byggdes in i olika former av bord. Den kallas ibland för smålandsharpa eftersom de flesta tillverkades i Nässja (Lemnhults socken) och Näshults socken i Småland under 1880-talet och fram till att fabriken i Söder Nässja brann 1929. 
Uppfinningen tillskrivs den självlärde orgelbyggaren Johannes Magnusson i Nässja, men principen var tidigare känd och användes i Europa för gatupiano, orchestrion och andra självspelande instrument. Pianoharpor såldes till skolor och församlingar där läraren eller prästen, inte själv kunde spela ett instrument men marknaden försvann på 1920-talet på grund av grammofonens framsteg.